# 鹿沼中継局
鹿沼中継局（かぬまちゅうけいきょく）は栃木県鹿沼市に置かれているテレビ中継局。デジタルテレビ中継局では、NHKの他に民放も設置している。

## 置局住所
- 鹿沼市下久我（二股山）

## 送信施設

### 地上デジタルテレビジョン放送
| リモコンキーID | 放送局名            | 物理チャンネル | 空中線電力 | ERP   | 放送対象地域 | 放送区域内世帯数 |
| 1              | NHK宇都宮総合テレビ | 20ch           | 1W         | 1.7W  | 栃木県       | 4027世帯         |
| 2              | NHK東京教育テレビ   | 13ch           | 1W         | 1.6W  | 全国         | 4027世帯         |
| 3              | GYTとちぎテレビ     | 46ch           | 1W         | 1.55W | 栃木県       | 4027世帯         |
| 4              | NTV日本テレビ       | 14ch           | 1W         | 1.6W  | 関東広域圏   | 4027世帯         |
| 5              | EXテレビ朝日        | 36ch           | 1W         | 1.6W  | 関東広域圏   | 4027世帯         |
| 6              | TBSテレビ           | 33ch           | 1W         | 1.6W  | 関東広域圏   | 4027世帯         |
| 7              | TXテレビ東京        | 37ch           | 1W         | 1.6W  | 関東広域圏   | 4027世帯         |
| 8              | CXフジテレビ        | 19ch           | 1W         | 1.6W  | 関東広域圏   | 4027世帯         |

- 2009年2月13日に予備免許交付され、3月13日に本免許交付、3月16日から本放送開始。
- NHK総合テレビの県域放送は、2012年4月1日から実施。

### 地上アナログテレビジョン放送
| 放送局名          | チャンネル | 空中線電力        | ERP                 | 放送対象地域 | 放送区域内世帯数 | 偏波面   |
| NHK東京総合テレビ | 43ch       | 映像10W /音声2.5W | 映像19.5W /音声4.9W | 関東広域圏   | 不明             | 水平偏波 |
| NHK東京教育テレビ | 45ch       | 映像10W /音声2.5W | 映像19W /音声4.8W   | 全国         | 不明             | 水平偏波 |

- 2011年7月24日正午で通常放送が終了、この日をもってすべて廃止された。